# Oecetis jacobsoni
Oecetis jacobsoni là một loài Trichoptera trong họ Leptoceridae. Chúng phân bố ở miền Ấn Độ - Mã Lai.